# 聚对亚苯

PPP重复单元的结构

聚对亚苯（Poly(p-phenylene)，PPP）是刚性棒状聚合物类導電聚合物的前体。氧化或加入掺杂物可以将非导电形式转化成半导体。